# Concattedrale di Santo Stefano
La chiesa di Santo Stefano papa è la chiesa principale di Modigliana, e concattedrale della diocesi di Faenza-Modigliana.

## Storia e descrizione
La cattedrale ha origini molto antiche. Essa è documentata per la prima volta nell'892 come pieve di Santo Stefano in Juviniano; di questo antico edificio non rimane oggi che la cripta, a causa delle profonde ristrutturazioni che subì nel corso del XV secolo. La nuova chiesa fu consacrata dallo stesso papa Giulio II, in occasione del suo passaggio nella città nel 1506, durante la sua visita pastolare nella Provincia di Romagna. Ulteriori interventi furono eseguiti nel XVIII secolo, con l'aggiunta del campanile. Quando fu istituita la diocesi di Modigliana (metà del XIX secolo) la pieve di santo Stefano divenne chiesa cattedrale.
Di particolare interesse storico-artistico sono: il santuario della Madonna del cantone, edificato a ridosso dell'abside della cattedrale nel XV secolo;  l'oratorio di Gesù morto, costruito all'interno dell'antica cripta (XII secolo), e che oggi ospita le tombe dei vescovi residenziali di Modigliana.